# اوشیرو گوروما
اوشیرو گوروما (به ژاپنی: 後車)-(به انگلیسی: Ushiro Guruma) یکی از فنون و تکنیک‌های دستهٔ ناگه-وازا رشتهٔ ورزشی جودو است که در زیردستهٔ کوشی-وازا دسته‌بندی می‌شود.